# Krajna vas
Krajna vas je naselje v Občini Sežana.